# Какава

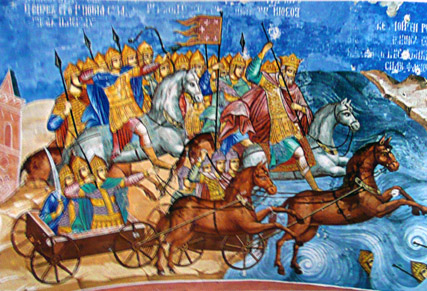
Переход через Красное море, фреска 1640-х гг. из церкви Николы Надеина

Какава — весенний праздник цыган, турецкий международный фестиваль.

## История
Место происхождения праздника Какава — Египет и Ближний Восток. По убеждению цыган, Какава символизирует цепь чудесных событий, произошедших в Древнем Египте с христианским населением — коптами.
События касались исхода угнетённых людей из Египта. Кинувшаяся за ними армия фараона со всеми солдатами утонула в море. В память об этих событиях люди каждый год 6 мая приходят к берегу реки и устраивают там праздник.

## Какава в Турции

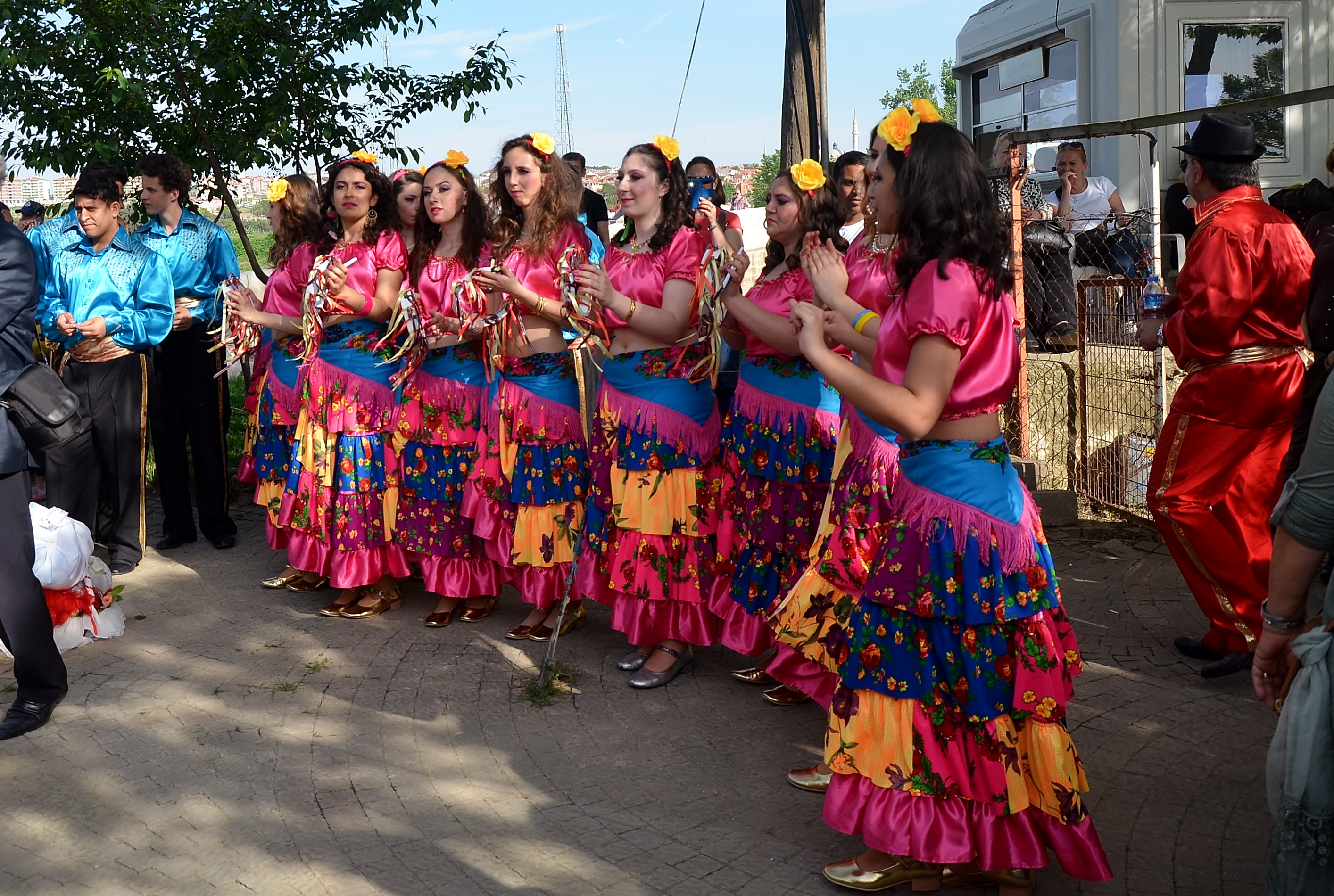
Танцы цыганок с музыкой во время праздника Какава в 2015 году в Эдирне

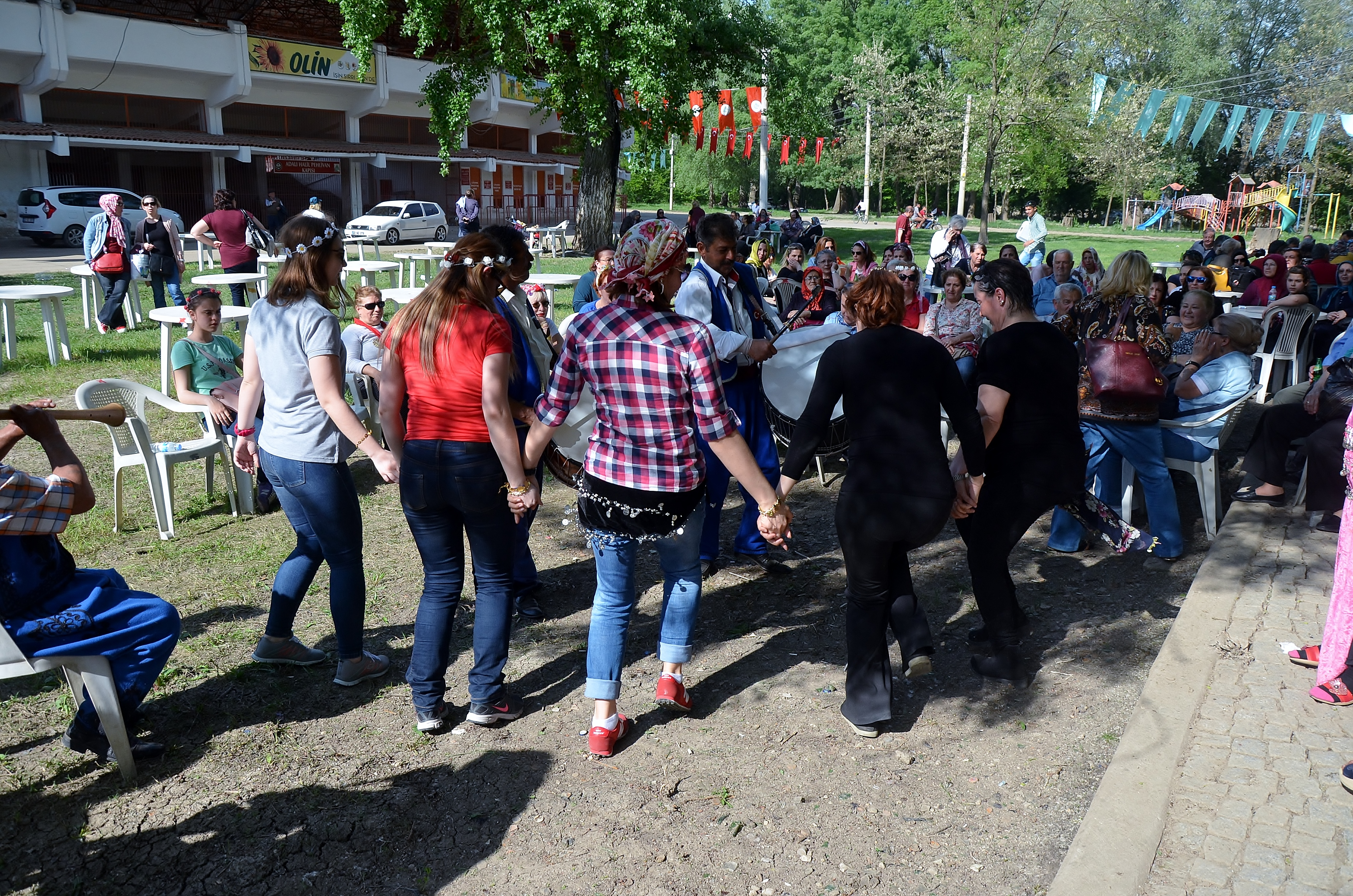
Танцоры на празднике Какава в 2015 году в Эдирне

В западных городах Турции — Эдирне и Кыркларели, Какава празднуется ежегодно, как праздник прихода весны. В Эдирне праздник в настоящее время принял форму международного фестиваля, который поддерживается губернатором и мэром Эдирне. Официальная часть фестиваля проходит в Sarayiçi. Здесь же проводится борцовский турнир. Во время праздника зажигаются костры, люди прыгают через них, играет музыка, исполняются танцы. Официальная часть заканчивается угощением пловом до 5000 гостей и хозяев фестиваля. Праздник продолжается и на рассвете следующего дня на берегу реки Тунджа.